# Гомоплазія

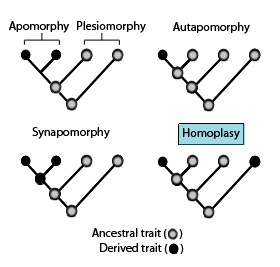
Гомоплазія — подібність ознак, яка виникла не через спільних предків.

Термін Гомоплазія (дав.-гр. ὅμοιος — рівний, спільний, однаковий, взаємний, і  πλάσις — утворення) може означати:
- Гомоплазія — це незалежне виникнення і фіксація одних і тих же хромосомних мутацій у різних філетичних лініях, які призводять до однотипної мінливості ознак і властивостей у організмів різних таксономічних груп при паралельних, але незалежних еволюційних процесах. Тобто гомоплазія — це подібність ознак, яке виникло не через те, що вони успадковані від одного загального предка, а завдяки конвергенції, паралелізму і великому числу еволюційних реверсій, що призводять до аналогій (незалежному розвитку подібних ознак).
- Гомоплазія — це паралельна або конвергентна еволюція, яка веде до подібності ознак, і не пов'язана із спільним походженням.

Прикладом гомоплазії служать крила комах, кажанів і птахів, що мають однакові функції та подібні за структурою, але мають незалежне еволюційне походження.
Термін запропонував в 1870 році Едвін Рей Ла́нкестер (англ. Edwin Ray Lankester; 1847—1929) — британський зоолог, член Лондонського королівського товариства.

## Ресурси Інтернету
- Словник термінів по біотехнології В. З. Тарантула: алфавітний покажчик [Архівовано 9 червня 2022 у Wayback Machine.]
- Свердлов Є. Д. Погляд на життя через вікно генома. — Т. 1. — Москва, 2009. [Архівовано 3 червня 2017 у Wayback Machine.]